# Biegaczowate Ukrainy
Biegaczowate Ukrainy, karabidofauna Ukrainy – ogół taksonów chrząszczy (Coleoptera) z rodziny biegaczowatych (Carabidae), których występowanie stwierdzono na terenie Ukrainy.
Do 2009 roku stwierdzono na Ukrainie około 750 gatunków biegaczowatych, należących do 117 rodzajów. Ich checklista, z wyłączeniem trzyszczowatych, opublikowana została w 2011 roku przez Aleksandra Puczkowa. Uwzględnia ona również faunę Krymu.

## Apotominae
- Apotomus testaceus

## Brachininae
- Aptinus bombarda
- Brachinus bipustulatus
- Brachinus bodemeyeri
- Brachinus brevicollis
- Brachinus costatulus
- Brachinus crepitans – strzel łoskotnik
- Brachinus cruciatus
- Brachinus ejaculans
- Brachinus elegans
- Brachinus exhalans
- Brachinus explodens
- Brachinus hamatus
- Brachinus nigricornis
- Brachinus quadriguttatus bogdanovi
- Brachinus pectoralis
- Brachinus plagiatus
- Brachinus psophia
- Brachinus sclopeta
- Mastax thermarum

## Broscinae
- Broscus cephalotes – żuchwień głowacz
- Broscus semistriatus
- Miscodera arctica

## Carabinae
- Calosoma auropunctatum – tęcznik złocisty, tęcznik dołkowaty, liszkarz dołkowaty
- Calosoma denticolle
- Calosoma inquisitor – tęcznik mniejszy, liszkarz mniejszy
- Calosoma investigator – tęcznik ziarenkowaty, liszkarz ziarenkowaty
- Calosoma sycophanta – tęcznik liszkarz, liszkarz tęcznik
- Carabus arvensis – biegacz górski
  - Carabus arvensis arvensis
  - Carabus arvensis eremita
- Carabus auronitens – biegacz zielonozłoty
  - Carabus auronitens escheri
- Carabus bessarabicus
- Carabus besseri – biegacz Bessera
- Carabus cancellatus – biegacz wręgaty
  - Carabus cancellatus cancellatus
  - Carabus cancellatus durus
  - Carabus cancellatus scythicus
  - Carabus cancellatus sulinensis
- Carabus clathratus – biegacz bagienny
  - Carabus clathratus clathratus
  - Carabus clathratus auraniensis
- Carabus coriaceus – biegacz skórzasty
  - Carabus coriaceus coriaceus
  - Carabus coriaceus rugifer
- Carabus convexus – biegacz zwężony
- Carabus estreicheri
- Carabus excellens – biegacz wspaniały
  - Carabus excellens excellens
  - Carabus excellens frivaldskyi
- Carabus fabricii – biegacz Fabriciego
  - Carabus fabricii malachiticus
  - Carabus fabricii ukrainicus
- Carabus glabratus – biegacz gładki
  - Carabus glabratus extensus
  - Carabus glabratus glabratus
- Carabus granulatus – biegacz granulowany
  - Carabus granulatus crimeensis
  - Carabus granulatus granulatus
- Carabus gyllenhali
- Carabus hortensis – biegacz ogrodowy
- Carabus hungaricus
  - Carabus hungaricus gastridulus
  - Carabus hungaricus hungaricus
  - Carabus hungaricus mingens
  - Carabus hungaricus scythus
- Carabus intricatus – biegacz pomarszczony
- Carabus irregularis – biegacz dołkowany
  - Carabus irregularis mountandoni
- Carabus linnei – biegacz Linneusza
- Carabus marginalis – biegacz obrzeżony
- Carabus menetriesi – biegacz Menetriesego
- Carabus nemoralis – biegacz gajowy
- Carabus nitens – biegacz szykowny
- Carabus obsoletus – biegacz karpacki
- Carabus perrini
  - Carabus perrini perrini
  - Carabus perrini planus
- Carabus rothi
  - Carabus rothi hampei
- Carabus scabriusculus – biegacz stepowy
  - Carabus scabriusculus inapertus
  - Carabus scabriusculus scabriusculus
- Carabus scabrosus
  - Carabus scabrosus tauricus
- Carabus sibiricus
  - Carabus sibiricus bosphoranus
  - Carabus sibiricus errans
  - Carabus sibiricus haeres
  - Carabus sibiricus rybinskii
- Carabus stscheglovi
- Carabus sylvestris – biegacz leśny
  - Carabus sylvestris transsilvanicus
- Carabus ullrichi – biegacz Ulrichiego
- Carabus variolosus – biegacz gruzełkowaty
- Carabus violaceus – biegacz fioletowy
  - Carabus violaceus andrzejuscii
  - Carabus violaceus aurolimbatus
  - Carabus violaceus wolffi
- Carabus zawadskyi – biegacz Zawadzkiego
  - Carabus zawadskyi seriatissimus
  - Carabus zawadskyi zawadskyi
- Cychrus attenuatus
- Cychrus caraboides – stępień ślimaczarz
- Cychrus semigranosus – stępień górski

## Elaphrinae
- Blethisa multipunctata
- Elaphrus aureus – pierzchotek zielonostopy
- Elaphrus cupreus – pierzchotek pobrzeżnik
- Elaphrus riparius – pierzchotek przybrzeżny
- Elaphrus uliginosus
- Elaphrus ullrichi – pierzchotek szmaragdowy

## Harpalinae
- Abax carinatus
- Abax ovalis
- Abax parallelepipedus
- Abax parallelus
- Abax schueppeli
- Acinopus ammophilus
- Acinopus laevigatus
- Acinopus picipes
- Acupalpus brunnipes
- Acupalpus dubius
- Acupalpus elegans
- Acupalpus exiguus
- Acupalpus flavicollis
- Acupalpus interstitialis
- Acupalpus luteatus
- Acupalpus maculatus
- Acupalpus meridianus
- Acupalpus notatus
- Acupalpus parvulus
- Acupalpus suturalis
- Agonum afrum
- Agonum angustatum
- Agonum antennarium
- Agonum dolens
- Agonum duftschmidi
- Agonum ericeti
- Agonum extensum
- Agonum fuliginosum
- Agonum gracile
- Agonum gracilipes
- Agonum impressum
- Agonum longicorne
- Agonum lugens
- Agonum marginatum
- Agonum micans
- Agonum monachum
- Agonum muelleri
- Agonum nigrum
- Agonum piceum
- Agonum sexpunctatum – skoropędek sześciokropek
- Agonum sordidum
- Agonum thoreyi
- Agonum versutum
- Agonum viduum
- Agonum viridicupreum
- Amara abdominalis
- Amara aenea – skorobieżek miedziak
- Amara ambulans
- Amara anthobia
- Amara apricaria
- Amara bifrons
- Amara brunnea
- Amara chaudoiri
- Amara communis – skorobieżek pospolity
- Amara concinna
- Amara consularis
- Amara convexior
- Amara crenata
- Amara cursistans
- Amara curta
- Amara equestris
  - Amara equestris equestris
  - Amara equestris pastica
- Amara eurynota
- Amara erratica
- Amara famelica
- Amara familiaris
- Amara fulva
- Amara fulvipes
- Amara fusca
- Amara infima
- Amara ingenua
- Amara littorea
- Amara lucida
- Amara lunicollis
- Amara majuscula
- Amara misella
- Amara montivaga
- Amara municipalis
- Amara nitida
- Amara ovata
- Amara parvicollis
- Amara plebeja
- Amara praetermissa
- Amara quenseli
  - Amara quenseli quenseli
  - Amara quenseli silvicola
- Amara reflexicollis
- Amara sabulosa
- Amara saginata
- Amara saphyrea
- Amara saxicola
- Amara schimperi
- Amara similata
- Amara sollicita
- Amara spreta
- Amara strenua
- Amara subplanata
- Amara taurica
- Amara tibialis
- Amara tricuspidata
- Amblystomus metallescens
- Amblystomus niger
- Anchonemus dorsale – skoropędek zielonoplamy
- Anisodactylus binotatus
- Anisodactylus nemorivagus
- Anisodactylus poeciloides pseudoaeneus
- Anisodactylus signatus
- Anthracus consputus
- Anthracus longicornis
- Anthracus transversalis
- Badister bullatus – dreptacz zmienny
- Badister collaris
- Badister dilatatus
- Badister dorsiger
- Badister lacertosus
- Badister meridionalis
- Badister peltatus
- Badister sodalis
- Badister unipustulatus
- Bradycellus caucasicus
- Bradycellus czikii
- Bradycellus harpalinus
- Bradycellus ruficollis
- Bradycellus verbasci
- Calathus ambiguus
- Calathus cinctus
- Calathus distinquendus
- Calathus erratus
- Calathus fuscipes – pieszek zbożowiec
  - Calathus fuscipes fuscipes
  - Calathus fuscipes graecus
- Calathus melanocephalus – pieszek czarnogłowy
- Calathus metallicus
- Calathus micropterus
- Calathus mollis
- Calathus syriacus
- Callistus lunatus – widek podkamiennik
- Calodromius spilotus
- Carterus dama
- Carterus fulvipes
- Carterus angustipennis lutschniki
- Carterus angustus
- Chlaenius aeneocephalus
- Chlaenius alutaceus
- Chlaenius costatulus
- Chlaenius festivus
- Chlaenius flavipes
- Chlaenius kindermanni
  - Chlaenius kindermanni chrysothorax
  - Chlaenius kindermanni kindermanni
- Chlaenius quadrisulcatus
- Chlaenius nigricornis
- Chlaenius nitidulus – opończak przybrzeżny
- Chlaenius spoliatus
- Chlaenius steveni
- Chlaenius sulcicollis
- Chlaenius tibialis
- Chlaenius tristis
- Chlaenius vestitus
- Corsyra fusula
- Curtonotus aulicus
- Curtonotus convexiusculus
- Curtonotus cribricollis
- Curtonotus desertus
- Curtonotus propinguus
- Cymindis angularis
- Cymindis axillaris
- Cymindis cingulata
- Cymindis humeralis
- Cymindis kiritschenkoi
- Cymindis lateralis
- Cymindis lineata
- Cymindis medvedevi
- Cymindis ornata
- Cymindis picta
- Cymindis scapularis
- Cymindis vagemaculata
- Cymindis vaporariorum
- Cymindis variolosa
- Cymindis violacea
- Daptus vittatus
- Demetrias imperialis
- Demetrias atricapillus
- Demetrias monostigmata
- Diachromus germanus
- Dicheirotrichus desertus
- Dicheirotrichus lacustris
- Dicheirotrichus ustulatus
- Dicheirotrichus discicollis
- Dicheirotrichus placidus
- Dicheirotrichus rufithorax
- Dinodes cruralis
- Dinodes decipiens
- Ditomus calydonius
- Dixus clypeatus
- Dixus eremita
- Dixus obscurus
- Dolichus halensis
- Dromius agilis
- Dromius angustus
- Dromius borysthenicus
- Dromius fenestratus
- Dromius laeviceps
- Dromius quadraticollis
- Dromius quadrimaculatus
- Dromius schneideri
- Drypta dentata
- Epomis circumscriptus
- Epomis dejeanii
- Eucarterus sparsutus
- Graniger femoralis
- Gynandromorphus etruscus
- Harpalus affinis – dzier kruszcowy
- Harpalus akinini
- Harpalus albanicus
- Harpalus amplicollis
- Harpalus angulatus
- Harpalus anxius
- Harpalus atratus
- Harpalus attenuatus
- Harpalus autumnalis
- Harpalus calathoides
- Harpalus calceatus
- Harpalus caspius
- Harpalus cephalotes
- Harpalus compressus
- Harpalus cupreus fastuosus
- Harpalus dispar splendens
- Harpalus distinguendus
- Harpalus flavescens
- Harpalus flavicornis
- Harpalus froelichi
- Harpalus fuscicornis
- Harpalus fuscipalpis
- Harpalus griseus
- Harpalus hirtipes
- Harpalus honestus
- Harpalus hospes
- Harpalus inexpectatus
- Harpalus laeviceps
- Harpalus latus
- Harpalus litigiosus
- Harpalus luteicornis
- Harpalus marginellus
- Harpalus melancholicus
- Harpalus midridati
- Harpalus modestus
- Harpalus neglectus
- Harpalus oblitus
- Harpalus optabilis
- Harpalus petri
- Harpalus picipennis
- Harpalus platypterus
- Harpalus politus
- Harpalus progrediens
- Harpalus pumilus
- Harpalus punctatostriatus
- Harpalus pygmaeus
- Harpalus rubripes
- Harpalus rufipalpis
- Harpalus rufipes – dzier włochaty
- Harpalus rufiscapus
- Harpalus saxicola
- Harpalus serripes
- Harpalus servus
- Harpalus signaticornis
- Harpalus smaragdinus
- Harpalus solitaris
- Harpalus stevenii
- Harpalus subcylindricus
- Harpalus sulphuripes
- Harpalus tardus
- Harpalus tarsalis
- Harpalus tenebrosus
- Harpalus xanthopus winkleri
- Harpalus zabroides
- Laemostenus jailensis
- Laemostenus venustus
- Laemostenus cimmerius
- Laemostenus sericeus tauricus
- Laemostenus terricola
- Laemostenus tichyi
- Lebia chlorocephala – oleśnica zielonogłowa
- Lebia cyanocephala – oleśnica sinogłowa
- Lebia cruxminor
- Lebia humeralis
- Lebia marginata
- Lebia scapularis
- Lebia trimaculata
- Licinus cassideus
- Licinus depressus
- Licinus silphoides
- Licinus hoffmannseggii
- Lyonychus quadrillum
- Masoreus wetterhalli
- Microderes brachypus
- Microlestes corticalis
- Microlestes fissuralis
- Microlestes fulvibasis
- Microlestes gracilicornis
- Microlestes luctuosus
- Microlestes maurus
- Microlestes minutulus
- Microlestes negrita
- Microlestes plagiatus
- Microlestes schroederi
- Molops elatus
- Odacantha melanura
- Oedesis caucasicus
- Olisthopus rotundatus
- Olisthopus sturmii
- Oodes gracilis
- Oodes helopioides
- Ophonus ardosiacus
- Ophonus azureus
- Ophonus convexicollis
- Ophonus cribricollis
- Ophonus jailensis
- Ophonus similis
- Ophonus subquadratus
- Ophonus cordatus
- Ophonus cordicollis
- Ophonus diffinis
- Ophonus gammeli
- Ophonus laticollis
- Ophonus melletii
- Ophonus parallelus
- Ophonus puncticeps
- Ophonus puncticollis
- Ophonus rufibarbis
- Ophonus rupicola
- Ophonus sabulicola
- Ophonus schaubergerianus
- Ophonus stictus
- Ophonus subsinuatus
- Ophonus transversus
- Oxypselaphus obscurum
- Panagaeus bipustulatus
- Panagaeus cruxmajor – świętek krzyżaczek
- Pangus scaritides
- Paradromius linearis
- Paradromius ruficollis
- Paradromius longiceps
- Paranchus albipes
- Parazyphium chevrolati
- Parophonus maculicornis
- Parophonus mendax
- Parophonus planicollis
- Pedius inquinatus
- Pedius longicollis
- Penthus tenebrioides
- Perigona nigriceps
- Philorizus crucifer
- Philorizus dacicus
- Philorizus notatus
- Philorizus quadrisignatus
- Philorizus sigma
- Platyderus rufus
- Platynus assimilis
- Platynus glacialis
- Platynus krynickii
- Platynus livens
- Platynus longiventre
- Poecilus advena
- Poecilus anodon
- Poecilus crenuliger
  - Poecilus crenuliger crenuliger
  - Poecilus crenuliger plustshewskii
- Poecilus cupreus
  - Poecilus cupreus cupreus
  - Poecilus cupreus dinniki
- Poecilus lepidus
- Poecilus lyroderus
- Poecilus nitens
- Poecilus puncticollis
- Poecilus punctulatus
- Poecilus sericeus
- Poecilus subcoeruleus
- Poecilus szefligetii
- Poecilus versicolor
- Polystichus connexus
- Polystichus fascicolatum
- Pseudotaphoxenus angusticollis
- Pseudotaphoxenus rufitarsis
- Pterostichus aethiops
- Pterostichus anthracinus
- Pterostichus aterrimus
- Pterostichus blandulus
- Pterostichus burmeisteri – szykoń metaliczny
- Pterostichus cylindricus
- Pterostichus chamaeleon
- Pterostichus diligens
- Pterostichus elongatus
- Pterostichus foveolatus
- Pterostichus gracilis
- Pterostichus hungaricus
- Pterostichus jurinei
- Pterostichus leonisi
- Pterostichus macer
- Pterostichus melanarius
- Pterostichus melas
- Pterostichus minor
- Pterostichus negligens
  - Pterostichus negligens negligens
  - Pterostichus negligens patris
- Pterostichus niger – szykoń czarny
- Pterostichus nigrita
- Pterostichus oblongopunctatus
- Pterostichus ovoideus
- Pterostichus pilosus
- Pterostichus quadrifoveolatus
- Pterostichus rhaeticus
- Pterostichus rufitarsis cordatus
- Pterostichus strenuus
- Pterostichus unctulatum
- Pterostichus vernalis
- Sericola quadripunctata
- Sphodrus leucophtalmus
- Stenolophus marginatus
- Stenolophus abdominalis persicus
- Stenolophus discophorus
- Stenolophus mixtus
- Stenolophus proximus
- Stenolophus skrimshiranus
- Stenolophus steveni
- Stenolophus teutonus
- Stomis pumicatus
- Syntomus foveatus
- Syntomus obscuroguttatus
- Syntomus pallipes
- Syntomus truncatellus
- Synuchus vivalis
- Taphoxenus gigas
- Trichotichnus laevicollis
- Tschitscherinellus cordatus
- Zabrus spinipes steveni
- Zabrus tenebrioides – łokaś garbatek
  - Zabrus tenebrioides longulus
  - Zabrus tenebrioides tenebrioides
- Zuphium olens

## Loricerinae
- Loricera pilicornis – szczeciorożek

## Nebriinae
- Leistus baenningeri
- Leistus caucasicus
- Leistus ferrugineus
- Leistus piceus
- Leistus rufimarginatus
- Leistus terminatust
- Nebria brevicollis – lesz truskawczak
- Nebria fuscipes
- Nebria heegeri
- Nebria jokischi
- Nebria livida
- Nebria picicornis
- Nebria reichi
- Nebria reitteri
- Nebria rufescens
- Nebria transsylvanica
- Notiophilus aestuans
- Notiophilus aquaticus
- Notiophilus biguttatus – wyszczerek żwawy
- Notiophilus germinyi
- Notiophilus interstitialis
- Notiophilus laticollis
- Notiophilus palustris
- Notiophilus rufipes
- Notiophilus substriatus

## Omophroninae
- Omophron limbatus – owalnik nadwodny

## Scaritinae
- Clivina collaris
- Clivina fossor
- Clivina laevifrons
- Clivina ypsilon
- Dyschirius aeneus
- Dyschirius agnatus
- Dyschirius angustatus
- Dyschirius apicalis
- Dyschirius arenosus
- Dyschirius auriculatus
- Dyschirius bonelli
- Dyschirius caspius
- Dyschirius chalceus
- Dyschirius chalybaeus gibbifrons
- Dyschirius cylindricus hauseri
- Dyschirius digitatus
- Dyschirius euxinus
- Dyschirius extensus
- Dyschirius globosus
- Dyschirius gracilis
- Dyschirius humeratus
- Dyschirius importunus
- Dyschirius intermedius
- Dyschirius laeviusculus
- Dyschirius luticola
- Dyschirius macroderus
- Dyschirius neresheimeri
- Dyschirius nitidus
- Dyschirius obscurus
- Dyschirius paralellus
- Dyschirius politus
- Dyschirius pusillus
- Dyschirius roubali
- Dyschirius rufipes
- Dyschirius salinus striatopunctatus
- Dyschirius strumosus
- Dyschirius substriatus priscus
- Dyschirius tristis

## Trechinae
- Asaphidion austriacum
- Asaphidion caraboides
- Asaphidion flavipes
- Asaphidion pallipes
- Bembidion aeneum athalassicum
- Bembidion argenteolum
- Bembidion articulatum
- Bembidion ascendens
- Bembidion aspericolle
- Bembidion assimile
- Bembidion atlanticum megaspilum
- Bembidion atrocaeruleum
- Bembidion atroviolaceus
- Bembidion axillare euxinum
- Bembidion azurescens
- Bembidion bisulcatum
- Bembidion biguttatum
- Bembidion bipunctatum bipunctatum
  - Bembidion bipunctatum bipunctatum
  - Bembidion bipunctatum nivale
- Bembidion bruxellense
- Bembidion chaudoiri
- Bembidion clarcki
- Bembidion conforme
- Bembidion cruciatum
  - Bembidion cruciatum bualei
  - Bembidion cruciatum polonicum
- Bembidion dalmatinum
- Bembidion decoratum
- Bembidion decorum
- Bembidion deletum
- Bembidion dentellum
- Bembidion distinguendum
- Bembidion doderoi
- Bembidion doris
- Bembidion ephippium
- Bembidion fasciolatum
- Bembidion femoratum
- Bembidion foraminosum
- Bembidion fluviatile
- Bembidion fulvipes
- Bembidion fumigatum
- Bembidion geniculatum
- Bembidion gilvipes
- Bembidion glabrum
- Bembidion glaciale
- Bembidion guttula
- Bembidion guttulatum
- Bembidion heydeni
- Bembidion humerale
- Bembidion iphigenia
- Bembidion illigeri
- Bembidion incognitum
- Bembidion inoptatum
- Bembidion lampros – niestrudek lśniący, niestrudek błyszczyk
- Bembidion laticolle
- Bembidion latiplaga
- Bembidion lederi
- Bembidion litorale
- Bembidion lunatum
- Bembidion lunulatum
- Bembidion mannerheimii
- Bembidion menetriesi
- Bembidion milleri
  - Bembidion milleri carpathicum
  - Bembidion milleri kulti
  - Bembidion milleri pseudocarpaticum
- Bembidion millerianum
- Bembidion minimum
- Bembidion modestum
- Bembidion monticola
- Bembidion neresheimeri
- Bembidion nigropiceum
- Bembidion normannum apfelbecki
- Bembidion obliquum
- Bembidion obtusum
- Bembidion octomaculatum
- Bembidion quadricolle
- Bembidion quadrimaculatum
- Bembidion quadripustulatum
- Bembidion pallidiveste
- Bembidion praeustum
- Bembidion prasinum
- Bembidion properans
- Bembidion punctulatum
- Bembidion pygmaeum
- Bembidion ruficolle
- Bembidion ruficorne
- Bembidion saxatile
- Bembidion scapulare
  - Bembidion scapulare lomnickii
  - Bembidion scapulare oblongum
- Bembidion schueppelii
- Bembidion semipunctatum
- Bembidion siculum smyrnense
- Bembidion splendidum
- Bembidion starki
- Bembidion subcostatum
  - Bembidion subcostatum javurkovae
  - Bembidion subcostatum vau
- Bembidion subfasciatum
- Bembidion striatum
- Bembidion stephensii
- Bembidion tenellum
- Bembidion testaceum
- Bembidion tetracolum
  - Bembidion tetracolum tetracolum
  - Bembidion tetracolum uralense
- Bembidion tetrasemun
- Bembidion tibiale
- Bembidion trassylvanicum
- Bembidion ustum
- Bembidion varicolor
- Bembidion varium
- Bembidion velox
- Blemus discus
- Cardioderus chloroticus
- Deltomerus carpathicus
- Duvaliopsis pilosella
- Duvalius transcarpathicus
- Duvalius corpulentus
- Duvalius roubali
- Duvalius ruthenus
- Duvalius subterraneus
- Epaphius secalis
- Lymnastis galilaeus
- Lymnastis novikovi
- Ocys pseudepaphius
- Ocys quinquestriatus
- Patrobus assimilis
- Patrobus atrorufus
- Patrobus quadraticollis
- Patrobus septentrionis
- Patrobus styriacus
- Perileptus areolatus
- Pseudaphaenops tauricus
- Pseudaphaenops jakobsoni
- Pogonistes angustus
- Pogonistes convexicollis
- Pogonistes rufoaeneus
- Pogonus cumanus
- Pogonus gilvipes
- Pogonus iridipennis
- Pogonus littoralis
- Pogonus luridipennis
- Pogonus meridionalis
- Pogonus orientalis
- Pogonus punctulatus
- Pogonus reticulatus
- Pogonus transfuga
- Pogonus virens
- Porotachys bisulcatus
- Tachys bistriatus
- Tachys centriustatus
- Tachys fulvicollis
- Tachys micros
- Tachys turkestanicus
- Tachys scutellaris
- Tachyta nana
- Tachyura haemorrhoidalis
- Tachyura diabrachys
- Tachyura parvula
- Tachyura quadrisignata
- Tachyura sexstriata
- Taurocimmerius dublanskyi
- Thalassophilus longicornis
- Trechoblemus micros
- Trechus amplicollis
- Trechus austriacus
- Trechus carpaticus
- Trechus fontinalis
- Trechus latus
- Trechus liopleurus jailensis
- Trechus pilisensis
- Trechus plicatulus
- Trechus pseudomontanellus
- Trechus pulchellus
- Trechus pulpani
- Trechus quadristriatus
- Trechus rubens
- Trechus striatulus

## Trzyszczowate(Cicindelinae)
- Calomera littoralis[2]
- Cicindela campestris[3] – trzyszcz polny
- Cicindela hybrida[4] – trzyszcz piaskowy
- Cicindela maritima[5] – trzyszcz nadmorski
- Cicindela nordmanni[6]
- Cicindela sahlbergii[7]
- Cicindela soluta[8]
- Cicindela sylvatica[9] – trzyszcz leśny
- Cicindela sylvicola[10] – trzyszcz górski
- Cylindera arenaria[11]
- Cylindera contorta[12]
- Cylindera germanica[3] – trzyszcz mały
- Cylindera trisignata[13]